# Franz Zallinger-Stillendorf
Franz von Zallinger-Stillendorf (15. prosince 1842 Bolzano – 1. prosince 1907 Bolzano) byl rakouský politik německé národnosti z Tyrolska (respektive z dnešního Jižního Tyrolska), v 2. polovině 19. století poslanec Říšské rady.

## Biografie
Narodil se na rodové usedlosti Stillendorf v Bolzanu. Působil zde jako statkář. Měl šlechtický titul barona.
Jeho otcem byl tyrolský zemský politik Karl von Zallinger (1809–1865). Franz studoval v Bolzanu, pak práva na Innsbrucké univerzitě. Po skončení studií a smrti svého otce převzal rodový statek.
Zasedal jako poslanec Tyrolského zemského sněmu. Zastupoval zde kurii venkovských obcí, obvod Merano.
Byl také poslancem Říšské rady (celostátního parlamentu Předlitavska), kam nastoupil v doplňovacích volbách roku 1875 za kurii městskou v Tyrolsku, obvod Brixen, Sterzing atd. Slib složil 26. října 1875, rezignoval 23. března 1877, ale po znovuzvolení 4. července 1877 opětovně složil slib. Mandát obhájil ve volbách roku 1879, nyní ovšem za kurii venkovských obcí, obvod Bolzano, Merano atd. Zde byl opětovně zvolen i ve volbách roku 1885, volbách roku 1891 a volbách roku 1897. V roce 1875 se uvádí jako Franz von Zallinger-Stillendorf, statkář, bytem Bolzano. V Říšské radě po delší dobu zastával post předsedy živnostenského výboru. V roce 1889 byl rovněž členem rakousko-uherských delegací.
Od počátku svého parlamentního působení zasedal v poslaneckém Hohenwartově klubu (tzv. Strana práva, která byla konzervativně a federalisticky orientována). Po volbách v roce 1879 opětovně přistoupil ke klubu Strany práva. V roce 1881 se v tisku uvádělo, že je nespokojen s politikou klubu a uvažuje o založení nového katolického poslaneckého klubu, do kterého by vstoupili i poslanci Josef von Dipauli a Luigi Hippoliti. V listopadu 1881 skutečně přešel do nově utvořeného Liechtensteinova klubu (oficiálně Klub středu), který byl více katolicky, sociálně reformně a centristicky orientovaný. Toto rozhodnutí nezměnil ani po poradě tyrolských konzervativních poslanců konané koncem listopadu 1881. Zejména Josef Greuter odmítal tříštění federalistických a konzervativních sil a argumentoval tím, že katolicismus je příliš úzká platforma pro budování celostátně vlivné politické síly. Po volbách do Říšské rady roku 1885 se uvádí jako člen tzv. Lienbacherovy skupiny. V roce 1890 se uvádí jako poslanec bez klubové příslušnosti.
Podle jiného zdroje, ale teprve v prosinci 1888 definitivně opustil klub Strany práva. Důvodem byly rozdílné názory na legislativu v oblasti náboženského školství. Když v roce 1893 nastoupila vláda Alfreda Windischgrätze, která se pokusila utvořit koaliční většinu spojením konzervativců a německých liberálů, odešel z Hohenwartova klubu. V dopise voličům svůj krok vysvětlil a vyzval k ustavení nového politického subjektu, který by reprezentoval katolickou německou populaci Předlitavska. Koncem roku 1895 se přidal k nově založené Katolické lidové straně.V listopadu 1895 odešel na Říšské radě z Hohewartova klubu do nové poslanecké frakce Katolické lidové strany. Byl po Josefu von Dipaulim jejím předsedou. Koncem května 1889 se účastnil sjezdu katolických politických spolků v Bolzanu a vyzval k aktivnímu prosazování síly katolického tábora v rakouské politice. Odmítal liberální školské zákony z 60. let 19. století. Byl publicisticky činný. Psal články pro konzervativní list Tiroler Volksblatt, který sám založil. Odmítal politiku Křesťansko-sociální strany. Ve volbách do Říšské rady roku 1901 ho ovšem porazil křesťansko sociální kandidát.
Zemřel na ledvinovou chorobu v prosinci 1907.